# Oryguncus oribasus
Oryguncus oribasus är en fjärilsart som beskrevs av Józef Razowski 1988. Oryguncus oribasus ingår i släktet Oryguncus och familjen vecklare. Inga underarter finns listade i Catalogue of Life.